# A Vila canta o Brasil, celeiro do mundo - "Água no feijão que chegou mais um"

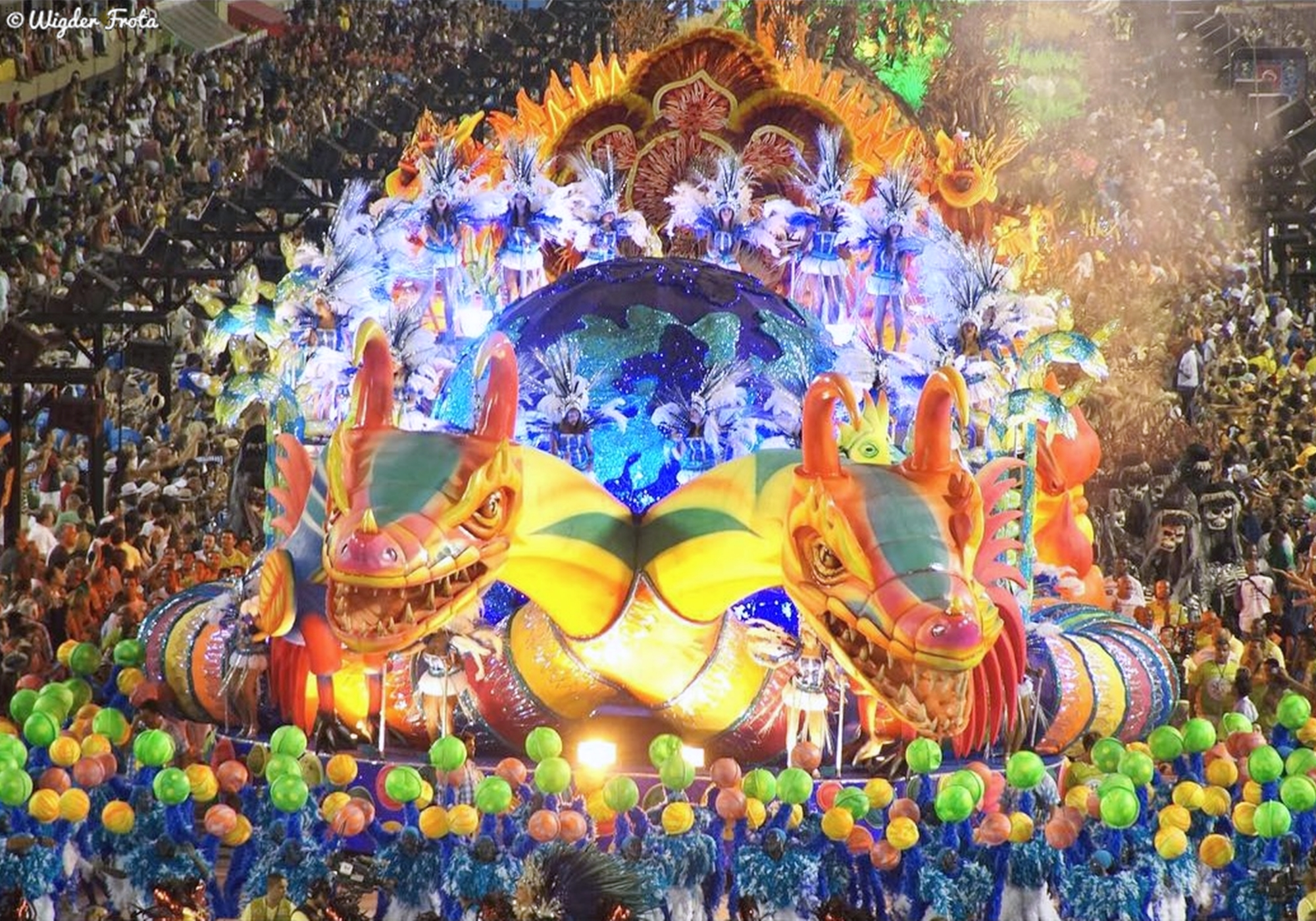
Alegoria da Vila isabel em 2013

A Vila canta o Brasil, celeiro do mundo - "Água no feijão que chegou mais um" foi o enredo apresentado pela Unidos de Vila Isabel no desfile das escolas de samba do Rio de Janeiro de 2013. Com a apresentação, a escola conquistou o seu terceiro título de campeã do carnaval carioca, depois das vitórias de 1988 (com Kizomba, a festa da raça) e 2006 (com Soy Loco Por Ti América: A Vila Canta a Latinidade).

## Enredo
A BASF patrocinou o carnaval da Vila Isabel, promovendo um enredo que falava sobre a importância da agricultura para o Brasil. Porém, não revelou o total investido na escola.
O patrocínio causou preocupação no MST e em ativistas contrários ao uso de agrotóxicos, que enviaram cartas à escola de samba pedindo que o desfile promovesse a agricultura familiar, e não o agronegócio.

## Desfile

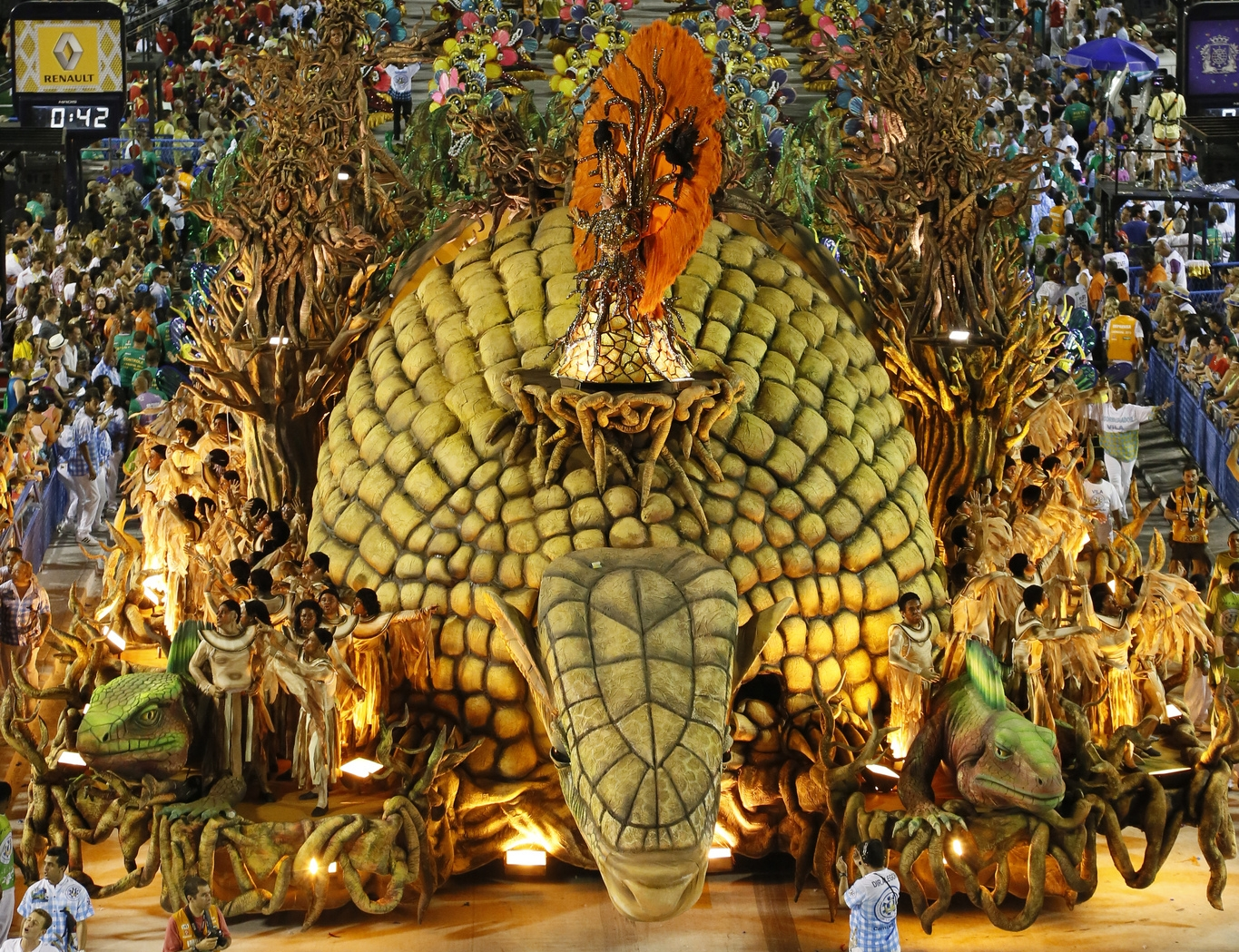
Alegoria do desfile

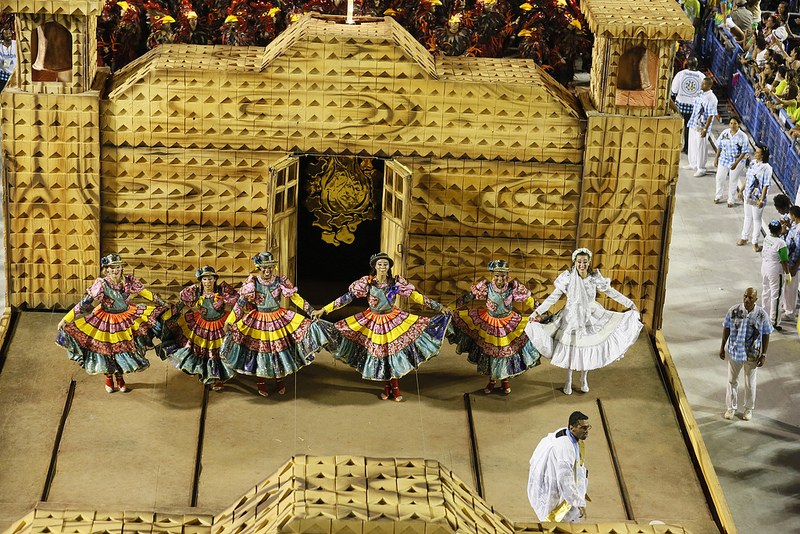
Comissão de frente

A Vila foi a sexta e última escola a desfilar no dia 11 de fevereiro. A Comissão de frente trazia um caixote, representando o transporte de alimentos do campo para a cidade. Apresentando-se sobre a alegoria, bailarinos se apresentaram caracterizados como as pragas do campo e agricultores. O primeiro casal de mestre-sala e porta-bandeira, formado por Rute e Julinho, desfilou com fantasias de espantalho e plantação de milho. Os ritmistas também saíram como espantalhos, e a ala das baianas tinha fantasias de joaninha. A escola encerrou seu desfile aclamada aos gritos de "é campeã".

## Ficha técnica
- Enredo: Rosa Magalhães e Alex Varella
- Carnavalesca: Rosa Magalhães
- Presidente: Wilson Alves (Wilsinho)
- Direção de carnaval: Comissão de Carmaval
- Direção de harmonia: Décio da Silva Bastos
- Alas: 31
- Componentes: 3.700
- Direção de bateria: Paulinho e Wallan
- Ritmistas: 265
- Rainha de bateria: Sabrina Sato
- 1º casal de mestre-sala e porta-bandeira: Rute e Julinho
- Comissão de frente: Marcelo Misailidis[9]

## Samba-enredo
O samba foi composto por Martinho da Vila, Arlindo Cruz, André Diniz, Leonel e Tunico da Vila. O intérprete foi Tinga.
Durante o processo de composição, Martinho da Vila, militante do PCdoB, exigiu que a letra abordasse a reforma agrária. Os seus parceiros, porém, conseguiram convencê-lo a abrir mão da expressão, usando apenas o verbo "partilhar". Os compositores negaram que tenha havido veto por parte do patrocinador, e que foi a própria escola que optou por despolitizar o enredo.
O próprio Martinho regravou o samba para a coletânea Já É Carnaval, lançada em 2015 pela Biscoito Fino.

## Resultado
Na apuração, a Vila Isabel perdeu apenas três décimos de ponto (um no quesito comissão de frente e dois no quesito bateria) e somou 299,7 pontos, contra 299,4 da vice-campeã Beija-Flor de Nilópolis.

## Premiações
Pelo seu desfile, a Vila Isabel recebeu diversas premiações, com destaque para o samba-enredo, vencedor de todos os prêmios do ano.
| - Estandarte de Ouro 1. Melhor samba-enredo 2. Melhor passista (Kelly Amaral) - Estrela do Carnaval 1. Melhor desfile 2. Melhor samba-enredo - Gato de Prata 1. Melhor escola 2. Melhor samba-enredo 3. Melhor bateria 4. Melhor porta-bandeira (Rute Alves) - Plumas & Paetês Cultural 1. Melhor samba-enredo 2. Melhor escultor (Rossy Amoedo) 3. Melhor diretor de harmonia (Décio Bastos) - Prêmio SRzd 1. Melhor desfile 2. Melhor samba-enredo | - Prêmio Veja Rio 1. Melhor samba-enredo 2. Melhor carnavalesco (Rosa Magalhães) 3. Melhor alegoria ("Girassóis") - S@mba-Net 1. Desfile mais empolgante 2. Melhor samba-enredo 3. Melhor intérprete (Tinga) - Tamborim de Ouro 1. Melhor samba-enredo 2. Eu Sou o Samba (Martinho da Vila) - Troféu Apoteose 1. Melhor escola 2. Melhor samba-enredo - Troféu Tupi Carnaval Total 1. Melhor escola 2. Melhor samba-enredo 3. Melhor carnavalesco (Rosa Magalhães) 4. Melhor harmonia |